# Nolanaceae
Famille
Classification APG II (2003)
Classification APG III (2009)
La famille des Nolanacées regroupe des plantes dicotylédones. 
En classification classique de Cronquist (1981) elle ne comprend qu'un, deux ou trois genres.
En classification phylogénétique APG III (2009) cette famille est invalide ; ses genres sont incorporés dans la famille des Solanacées.

## Liste des genres
Selon DELTA Angio (19 juil. 2010) :
- genre Alona
- genre Nolana